# 강남구 (기업인)

## 생애
강남구는 1990년 7월 2일 경기도 안양시에서 태어났다. 양명고등학교를 졸업한 후, 대학 진학 대신 스타트업과 교육기업에 근무하며 경력을 쌓았다.  2011년 7월, 중고등학생 대상 진로 교육을 제공하는 교육 기업 ‘아이엔지스토리’를 공동 설립하였다.

## 활동
아이엔지스토리는 이후 무인 운영 기반의 공간 브랜드 '작심스터디카페'를 비롯해, 작심독서실, 작심오피스 등 공간 사업으로 확장되었다.  2024년 기준 전국 약 50여 개의 직영점을 포함하여 약 700여 개의 매장을 운영하고 있다.
2025년에는 공동창업자와 함께 영국 옥스퍼드, 케임브리지, 임페리얼칼리지, 에든버러대학교 등 유서 깊은 교육공간을 조사하여, 브랜드 철학과 공간 전략을 고도화하는 리브랜딩을 단행했다.
같은 해, 평창군과 ‘공공직영 자기주도학습 스터디카페’ 조성을 위한 업무협약(MOU)을 체결하여 지방 교육 격차 해소를 위한 공공 협력 사업도 진행하였다.

## 방송
강남구는 기업인으로서의 활동이 SBS 〈동상이몽 시즌2〉(2025년), MBN 〈속풀이쇼 동치미〉 제644회(2025년)에 소개되었다.  또한 2020년에는 tvN 다큐멘터리 프로그램 〈그때 나는 내가 되기로 했다〉에 출연해 창업 과정을 조명받았다.

## 해외 활동
2024년, 아이엔지스토리는 KOTRA와 OKTA가 주관하는 해외지사화 지원사업에 선정되어 대만, 몽골, 일본, 베트남 등 아시아권 시장 진출을 추진하였다.
2025년에는 대만의 대표 경제 전문 매체 ‘비즈니스위클리(Business Weekly)’에 한국의 공간 브랜드 사례로 소개되었다.

## 관련 문서
- 작심스터디카페

1. ↑  “스터디카페창업, ‘작심스터디카페’ 직영 확장·무인 운영 강점”. 2025년 5월 9일.
2. ↑  “작심스터디카페, ‘리브랜딩 고도화’ 기반으로 정밀 출점 나선다”. 2025년 6월 25일.
3. ↑  “‘작심스터디카페’, 한국 대표 스터디카페 브랜드로 대만 비즈니스 위클리에 단독 보도… 무인 운영 시스템 기반 프랜차이즈 혁신 사례로 조명”. 2025년 5월 24일.